# 버진 오스트레일리아의 운항 노선
2024년 4월 기준으로 버진 오스트레일리아는 다음의 노선을 운항하고 있다.

## 운항 노선

### 아시아

#### 동아시아
- 일본
  - 도쿄 - 하네다 국제공항

#### 동남아시아
- 인도네시아
  - 덴파사르 - 응우라라이 국제공항

### 오세아니아

#### 오스트랄라시아
- 뉴질랜드
  - 퀸즈타운 - 퀸즈타운 공항
- 오스트레일리아
  - 수도 준주
    - 캔버라 - 캔버라 국제공항

  - 노던 준주
    - 다윈 - 다윈 국제공항
    - 앨리스 스프링스 - 앨리스 스프링스 공항
    - 에어즈 록 - 에어즈 록 공항

  - 뉴사우스웨일스주
    - 뉴캐슬 - 뉴캐슬 공항
    - 시드니 - 시드니 킹스포드 스미스 국제공항
    - 코프스하버 - 코프스하버 공항
    - 타운스빌 - 타운스빌 공항

  - 빅토리아주
    - 멜버른 - 멜버른 공항 허브

  - 사우스오스트레일리아주
    - 애들레이드 - 애들레이드 공항 포커스 시티

  - 웨스턴오스트레일리아주
    - 뉴맨 - 뉴맨 공항
    - 브룸 - 브룸 공항
    - 카라타 - 카라타 공항
    - 칼굴리 - 칼굴리 공항
    - 쿠누누라 - 쿠누누라 공항
    - 퍼스 - 퍼스 공항 허브
    - 포트헤들랜드 - 포트헤들랜드 국제공항

  - 퀸즐랜드주
    - 골드코스트 - 골드코스트 공항 포커스 시티
    - 글래드스톤 - 글래드스톤 공항
    - 록햄프턴 - 록햄프턴 공항
    - 마운트 이사 - 마운트 이사 공항
    - 마카이 - 마카이 공항
    - 브리즈번 - 브리즈번 공항 허브
    - 선샤인코스트 - 선샤인코스트 공항
    - 에메랄드 - 에메랄드 공항
    - 케언스 - 케언스 공항

  - 태즈메이니아주
    - 론서스턴 - 론서스턴 공항
    - 호바트 - 호바트 국제공항

  - 코스코스섬
    - 코스코스섬 - 코스코스섬 공항

  - 크리스마스섬
    - 크리스마스섬 - 크리스마스섬 공항

#### 멜라네시아
- 바누아투
  - 포트빌라 - 바우어필드 국제공항
- 피지
  - 나디 - 나디 국제공항

#### 폴리네시아
- 사모아
  - 아피아 - 팔레올로 국제공항

## 단항 노선

### 아시아

#### 동아시아
- 홍콩
  - 홍콩 - 홍콩 첵랍콕 국제공항

#### 동남아시아
- 태국
  - 푸켓 - 푸켓 국제공항
- 파푸아뉴기니
  - 포트모르즈비 - 잭슨 국제공항

#### 서남아시아
- 아랍에미리트
  - 아부다비 - 아부다비 국제공항

### 아프리카

#### 남아프리카
- 남아프리카 공화국
  - 요하네스버그 - OR 탐보 국제공항

### 아메리카

#### 북아메리카
- 미국
  - 로스앤젤레스 - 로스앤젤레스 국제공항

### 오세아니아

#### 오스트랄라시아
- 뉴질랜드
  - 웰링턴 - 웰링턴 국제공항
  - 더니든 - 더니든 공항
  - 오클랜드 - 오클랜드 국제공항
  - 크라이스트처치 - 크라이스트처치 국제공항
  - 해밀턴 - 해밀턴 국제공항

#### 멜라네시아
- 솔로몬 제도
  - 호니아라 - 호니아라 국제공항

#### 폴리네시아
- 쿡 제도
  - 라로통가 - 라로통가국제공항
- 통가
  - 누쿠아폴라 - 푸아모투 국제공항